# Artemidoro de Tralles
Artemidoro (en griego antiguo: Ἀρτεμίδωρος) de Tralles fue un destacado luchador de la antigua Grecia que vivió en el siglo I.
Se sabe que destacó en el pancracio. El escritor Pausanias relata que Artemidoro compitió inicialmente en la división masculina del evento, pero perdió debido a que era demasiado joven. Pausanias describe además que regresó varios años más tarde y dominó la categoría masculina en la 212ª Olimpiada de los Juegos Olímpicos en la Antigüedad (alrededor del año 69), y en la misma Olimpiada, tras recibir algunos ánimos, luchó y triunfó también en la categoría de adultos, resultando vencedor en la categoría masculina. Pausanias también sugiere que Artemidoro recibió la motivación para ganar tras sufrir algún desaire o insulto por parte de uno de los competidores adultos.
También se le menciona en los epigramas del escritor Marcial.